# Говард, Чарльз, 1-й граф Ноттингем
Чарльз Говард (англ. Charles Howard; приблизительно 1536 — 14 декабря 1624, Лондон, Королевство Англия) — английский аристократ, 2-й барон Говард из Эффингема с 1573 года, 1-й граф Ноттингем с 1596 года, кавалер ордена Подвязки. Был лордом-адмиралом в правление Елизаветы I и Якова I, руководил разгромом испанской Непобедимой армады.

## Биография
Чарльз Говард родился приблизительно в 1536 году и стал старшим сыном Уильяма Говарда, 1-го барона Говарда из Эффингема, и его второй жены Маргарет Гэмидж. В юности он много времени провёл во Франции, где принадлежал к свите видама Шартрского. В 1559 году Говард проиграл выборы в Палату общин от графства Суррей, позже отправился в Париж в качестве посла, но был там холодно принят: привезённое им письмо от королевы Елизаветы королю Генриху II с поздравлением по случаю выздоровления опоздало. В 1563 и 1572 годах Говард заседал в палате общин как рыцарь от Суррея. В 1573 году, после смерти отца, он унаследовал баронский титул, но существенная часть семейных владений перешла к его матери, так что королеве даже пришлось назначить барону ежегодную ренту в 200 фунтов стерлингов.
В 1569 году Говард участвовал в подавлении Северного восстания во главе отряда в тысячу всадников. В 1574 году он стал кавалером ордена Подвязки. В 1585 году сэр Чарльз получил должность лорда-адмирала и в этом качестве летом 1588 года руководил разгромом испанской Непобедимой армады. Позже он получил титул графа Ноттингема (1596). Он вёл активную придворную жизнь, много раз принимал в своих поместьях Елизавету, заседал в многочисленных местных комиссиях. При короле Якове I Говард получил должность лорда-стюарда. Он умер 14 декабря 1624 года в возрасте приблизительно 88 лет.
В честь сэра Чарльза был назван тяжёлый крейсер британского флота «Эффингем», спущенный на воду в 1921 году.

## Семья
Сэр Чарльз был дважды женат: на Кэтрин Кэри (дочери Генри Кэри, 1-го барона Хансдона, и Анны Морган) и на Маргарет Стюарт, дочери Джеймса Стюарта, 2-го графа Морея, и Элизабет Стюарт. В первом браке родились:
- Элизабет (1564—1646), жена сэра Роберта Саутвелла и Джона Стюарта, графа Каррика[9][10];
- Фрэнсис (1572—1628), жена Генри Фицджеральда, 2/12-го графа Килдэра, и Генри Брука, 11-го барона Кобема[11][12];
- Уильям (1577—1615), 3-й барон Говард из Эффингема[13][14];
- Чарльз (1579—1642), 2-й граф Ноттингем[15].

От второй жены у сэра Чарльза родился ещё один сын, тоже Чарльз (1610—1681), 3-й граф Ноттингем.